# Borgomasino
Borgomasino là một đô thị ở tỉnh Torino trong vùng Piedmont, có vị trí cách khoảng 40 km về phía đông bắc của Torino, nước Ý. Tại thời điểm ngày 31 tháng 12 năm 2004, đô thị này có dân số 819 người và diện tích là 12,5 km².
Borgomasino giáp các đô thị: Caravino, Borgo d'Ale, Vestignè, Cossano Canavese, Vische, Maglione, và Moncrivello.